# NGC 5804
NGC 5804 (другие обозначения — UGC 9627, MCG 8-27-38, ZWG 248.32, KUG 1455+498A, IRAS14554+4952, PGC 53437) — спиральная галактика с перемычкой (SBb) в созвездии Волопас.
Этот объект входит в число перечисленных в оригинальной редакции «Нового общего каталога».